# Jan Rubczak

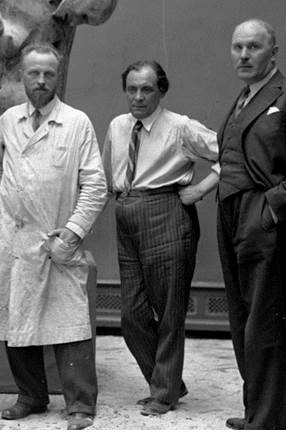
Jan Rubczak (ở giữa) tại một triển lãm năm 1931.

Jan Rubczak (sinh ngày 18 tháng 1 năm 1882 tại Stanisławów - mất ngày 27 tháng 5 năm 1942 tại Auschwitz) là một họa sĩ theo trường phái hậu ấn tượng và thợ chạm khắc người Ba Lan gốc Hy Lạp.

## Tiểu sử
Từ năm 1904 đến năm 1911, Jan Rubczak theo học tại Học viện Mỹ thuật Kraków, làm học trò của Florian Cynk và Józef Pankiewicz. Sau đó, ông theo học tại Học viện Nghệ thuật Thị giác ở Leipzig và Académie Colarossi ở Paris. Năm 1911, Jan Rubczak tham gia triển lãm tại Salon d'Automne và năm 1913 lần đầu tổ chức triển lãm cá nhân. Năm 1914, ông triển lãm các tác phẩm chạm khắc của mình tại Venice Biennale.
Jan Rubczak đã thực hiện nhiều chuyến đi đến Brittany và Normandy để vẽ quang cảnh ven biển. Người đại diện và đỡ đầu của ông là nhà thơ và nhà buôn tranh nổi tiếng Léopold Zborowski. Năm 1915, Jan Rubczak là một trong những người đồng sáng lập tổ chức "Société des Artistes Polonaise". Từ năm 1917, ông điều hành trường dạy vẽ của mình ở Paris. Ông tiếp tục đi triển lãm khắp Ba Lan và quốc tế.
Năm 1924, Jan Rubczak trở lại Ba Lan mới độc lập và dạy tại "Trường Mỹ thuật và Hội họa Tự do". Năm 1925, ông là một trong những người đồng sáng lập hội họa sĩ có tên "Jednoróg" (Unicorn). Trong hai năm 1931-1932, Jan Rubczak làm trợ lý cho Jan Wojnarski tại Học viện Kraków. Trong thời gian này, ông gia nhập Hội những người bạn Mỹ thuật Kraków.
Năm 1942, sau một thời gian dài dưỡng bệnh vì bệnh tim, Jan Rubczak rời nhà để đến một quán cà phê mà các họa sĩ và nhà văn thường lui tới. Ở đó ông vướng vào một cuộc đột kích của Gestapo. Ông bị đưa đến nhà tù Montelupich, kế tiếp bị chuyển đến trại tập trung Auschwitz và bị xử bắn tại đây.

## Tranh tiêu biểu

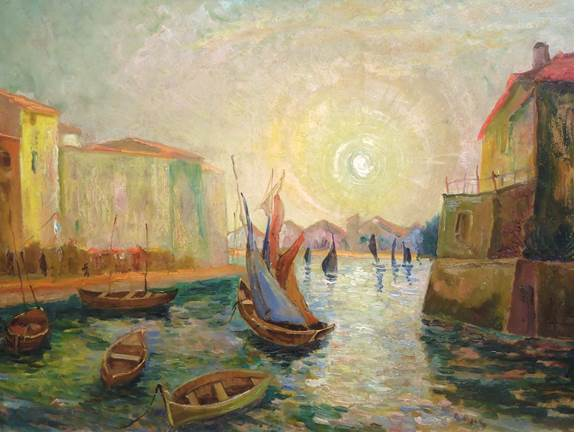
Quang cảnh thành phố tại bờ biển
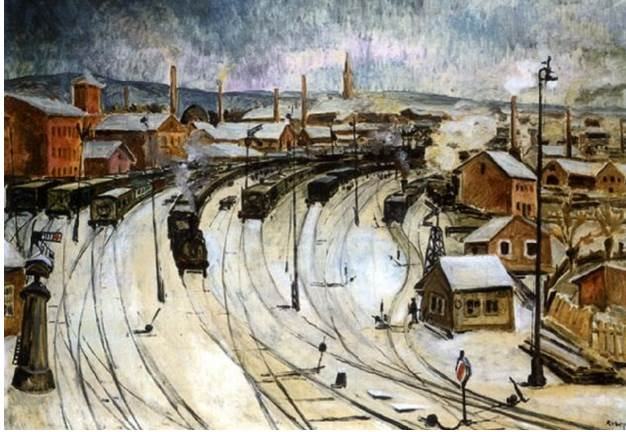
Nhà ga xe lửa Kraków-Płaszów
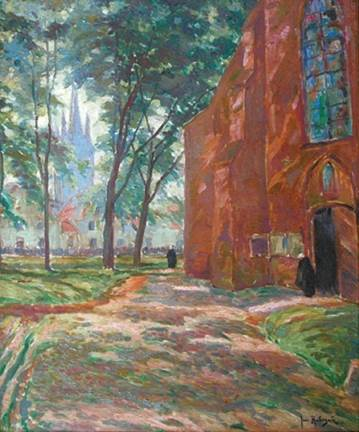
Hai nhà thờ
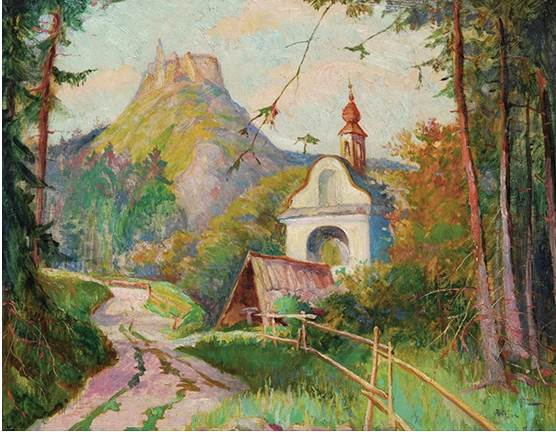
Nhà nguyện